# Chaetophiloscia gravosensis
Chaetophiloscia gravosensis är en kräftdjursart som först beskrevs av Karl Wilhelm Verhoeff 1901.  Chaetophiloscia gravosensis ingår i släktet Chaetophiloscia och familjen Philosciidae. Inga underarter finns listade i Catalogue of Life.